# François Boucher (navigateur)
Pour les articles homonymes, voir François Boucher (homonymie) et Boucher.
François Boucher, est un skipper français né en 1955. Il a participé aux plus grandes épreuves océaniques de courses au large et au Record de la traversée de l'Atlantique nord.